# Не у тому місці, не у той час
«Між двох вогнів» (англ. Crossfire, також відомий як «Справа Марківа» та «Не у тому місці, не у той час» (назва короткого фільму)) ― документальний фільм-розслідування, який ставить під сумнів версію італійського суду про причетність українця Віталія Марківа до вбивства журналістів Андреа Роккеллі та Андрія Міронова на Донбасі 24 травня 2014 року.

## Заголовок
Ольга Токарюк, засновниця ідеї зйомок проєкту, пояснює назву короткого фільму тим, що на війні журналісти, особливо фрілансери, нерідко ризикують життям, щоб відзняти та продати власні історії, часом вони опиняються не в тому місці не в той час і відплачують за це своїм життям. Нова назва, «Між двох вогнів», походить від останніх слів Андрія Міронова, зафіксованих на відео за кілька хвилин до його загибелі. «Це перестрілка, ― каже він. ― І ми потрапили всередину».

## Розслідування та вирок
Віталія Марківа звинуватили у вбивстві Роккеллі поблизу міста Слов'янськ Донецької області у травні 2014 року та заарештували під час поїздки до Італії 30 червня 2017 року.
Анджело Наполітано, начальник пенітенціарної поліції, повідомив, що Марків планував втечу з в'язниці, тому його перевели до в'язниці Опера.
Після судового засідання 8 лютого 2019 року перекладачка, українка, відмовилася від зобов'язань. Адвокат Марківа вимагав скасувати всю роботу, виконану нею під час судового розгляду. Через рік свідчиня заявила, що їй стало відомо про справжні причини відмови перекладачки від роботи, заявивши, що та отримувала погрози по телефону від незнайомої особи, яка розмовляла українською.
12 липня 2019 року суд в італійському місті Павія на основі недостатньо переконливих доказів засудив Марківа до 24 років в'язниці за вбивство Андреа Рокеллі на Донбасі в 2014 році.
Адвокат Марківа Раффаеле Делла Валле заявив про його невинуватість та пообіцяв оскарження вироку трибуналу.
3 листопада 2020 року Апеляційний суд Мілану скасував вирок суду Павії та виправдав Віталія Марківа за всіма звинуваченнями. Наступного дня Марків повернувся в Україну.
16 лютого 2021 року Генеральна прокуратура Мілана підтвердила виправдання Віталія Марківа.